# Palacio Contarini del Bovolo
El palacio Contarini del Bovolo o palacio Contarini del Bovolo Minelli es un edificio tardo-gótico italiano situado en el sestiere de San Marco en Venecia, cerca del campo Manin, frente al rio San Luca.

## Historia
El palacio data del siglo XV, construido por la familia Contarini, quienes fueron apodados "bovolo" (cáscara del caracol ) al adosar a la fachada una llamativa escalera de caracol.
En 1717 el edificio pasó a manos de Giovanni Minelli, casado con Elisabetta di Pietro Maria Contarini, última representante de la familia. En 1803 se reconvirtió como hotel y en 1852 se cedió por testamento a la parroquia de San Luca, más adelante convertida en sede de la "Congregazione di carità."

## Descripción
Al encontrarse el edificio entre el rio de San Luca y la plaza del Maltese, presenta dos fachadas muy diferenciadas entre sí.
La fachada sobre el rio San Luca se desarrolla en cuatro niveles: la planta baja a nivel del suelo, dos plantas nobles, y el último piso.
La planta baja posee portalones con arcos de medio punto flanqueados por monóforas menores con arcos similares, dispuestas a los lados sobre dos niveles y en el centro a un solo nivel.
La fachada posterior tiene un diseño completamente distinto. Se caracteriza por la secuencia de monóforas rectangulares arqueadas, adquiriendo su máxima expresión en la torre donde se sitúa la escalera de caracol, llamada bóvolo en véneto.
La torre termina en un mirador coronado por una cúpula, adornada interiormente por frescos, de los que hoy en día apenas se aprecian trazas.